# Apartamento Chungjeong
El Apartamento Chungjeong (en coreano: 충정아파트) es un complejo de apartamentos residenciales histórico en el distrito de Seodaemun-gu, Seúl, Corea del Sur. Construido en 1937 durante el período colonial japonés de 1910-1945, fue el primer complejo de apartamentos en Corea construido con concreto armado. En 2022, el Gobierno Metropolitano de Seúl anunció su decisión de demoler el edificio.
En algún momento se pensó que era el primer complejo de apartamentos que se construyó en Corea, pero esto no es cierto según KBS, que afirma que la idea se basaba en una suposición incorrecta de que el edificio se completó en 1930.

## Historia
La construcción del complejo comenzó en 1932, y se completó el 29 de agosto de 1937. Originalmente se le apodó «Apartamento Toyota», en honor a su propietario japonés Toyota Tanematsu (豐田種松?). Consistía en tres edificios conectados en formación triangular, con cuatro plantas sobre el suelo y una bajo el suelo. El complejo dispone de un patio interior y calefacción centralizada. Durante el período colonial, el edificio tuvo algunos residentes coreanos, incluido  Hwang San-deok, quien más tarde fue designado ministro de Justicia de Corea del Sur.
Tras la escalada de la segunda guerra sino-japonesa a finales de la década de 1930, el Gobierno General de Chōsen estableció un límite a los precios de los alquileres. Esto influyó negativamente en los propietarios de apartamentos. El Apartamento Toyota recibió la aprobación para ser convertido en hotel en 1940. El negocio fue mal después de la conversión. Posteriormente se convirtió en un edificio de restaurante que vendía alcohol y oden.
Tras la liberación de Corea en 1945, el apartamento fue confiscado por el gobierno militar del Ejército de los Estados Unidos en Corea. Fue rebautizado como Hotel Traymore y utilizado como dormitorio para soldados estadounidenses. Durante la guerra de Corea de 1950-1953, los edificios se utilizaron para albergar a tropas norcoreanas, las tropas de la Organización de las Naciones Unidas, y la Agencia Central de Inteligencia (CIA) estadounidense. Después de la guerra, el gobierno de Park Chung-hee le entregó el edificio a Kim Byeong-jo (en coreano: 김병조), de forma gratuita, porque Kim afirmó que sus seis hijos murieron mientras servían en la guerra de Corea. Kim renovó el interior, agregó un piso extra al edificio y lo rebautizó como Hotel de Turistas de Korea (en coreano: 코리아관광호텔). Poco después, el gobierno determinó que Kim había mentido y se lo confiscó. El edificio salió a subasta en 1962, se reconvirtió nuevamente en un edificio de apartamentos y pasó a llamarse «Apartamento Yurim» (en coreano: 유림 아파트). Se dice que luego cambió de propietarios varias veces. En 1978, en medio de un proyecto de ampliación de carreteras, alrededor de 8 m del frente del edificio fue demolido. También se eliminó su techo inclinado original. El complejo se ha mantenido prácticamente en las mismas condiciones desde entonces. El complejo recibió su nombre actual en la década de 1980; recibió el nombre de la calle adyacente, Chungjeong-ro.

### Esfuerzos de conservación y decisión de demoler
En 2012, se anunció que se realizarían esfuerzos para preservar el edificio como monumento histórico. En 2018, un análisis de seguridad del edificio le otorgó una calificación D y afirmó que era necesario realizar reparaciones y refuerzos importantes con urgencia. Los lugareños se opusieron a los esfuerzos por preservar el edificio debido a preocupaciones sobre su seguridad. En 2019, el Gobierno Metropolitano de Seúl propuso que el edificio pudiera reutilizarse como espacio cultural, pero esta propuesta fue rechazada. También se rechazó una propuesta de conservación de agosto de 2021.
El 15 de junio de 2022, el Gobierno Metropolitano de Seúl anunció que el edificio sería demolido. En ese momento, el complejo era considerado el edificio de apartamentos más antiguo que aún se conservaba en Corea del Sur. Se hicieron planes para escanear y documentar completamente el edificio en 3D antes de su demolición. En su lugar se construirá una sala conmemorativa y un nuevo edificio de apartamentos.